# Trappistenabtei Tilburg

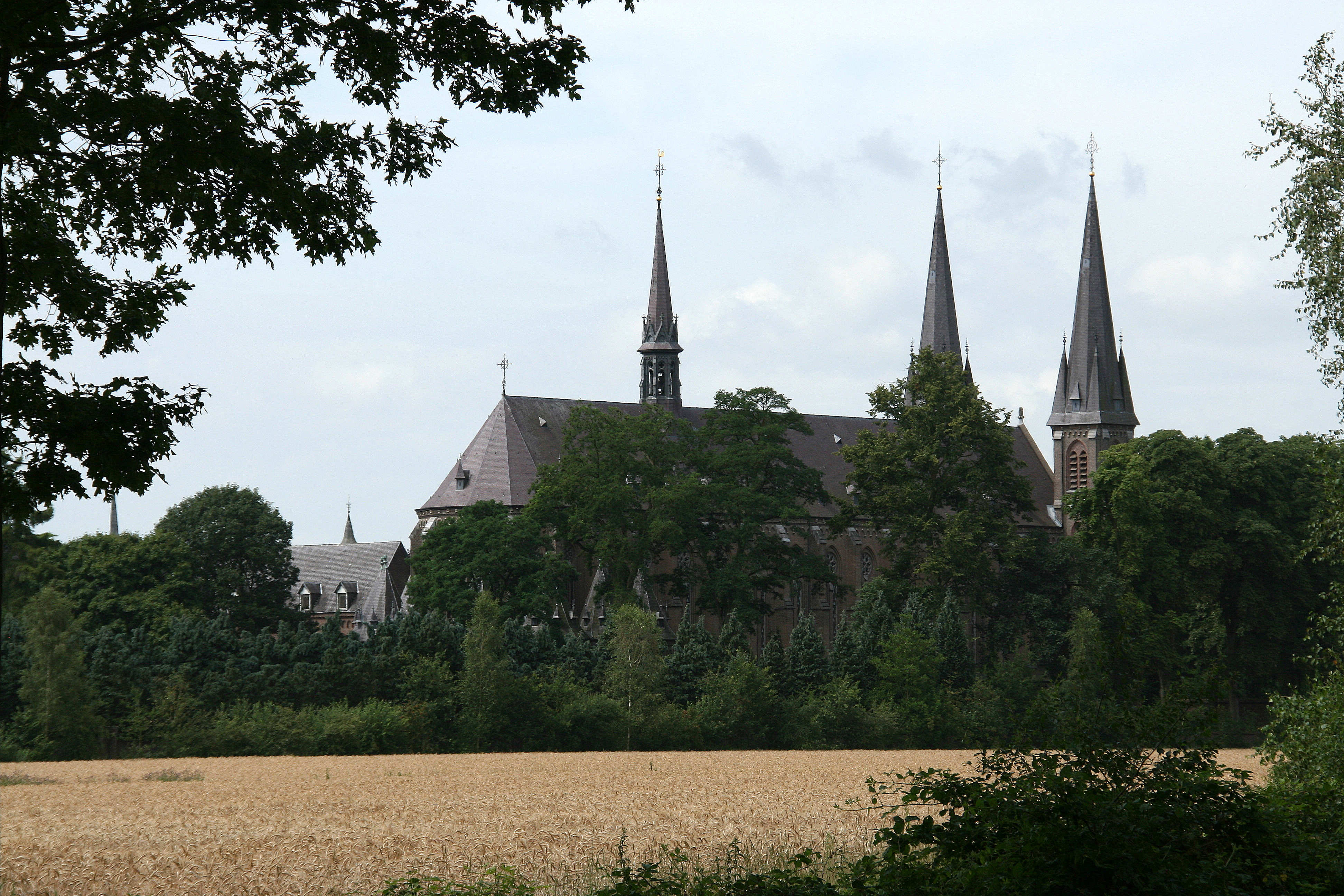
Abtei Konigshoeven, Tilburg

Die Trappistenabtei Tilburg, auch: Abtei Koningshoeven (lateinisch:  Abbatia Beatae Mariae de Villa Regia; niederländisch: Abdij O.L.V. van Konigshoeven) ist ein niederländisches Kloster in Berkel-Enschot (heute: Tilburg, Bistum ’s-Hertogenbosch).

## Geschichte
Das französische Kloster Mont des Cats gründete 1881 (ursprünglich als Zuflucht vor der Klosterpolitik der Dritten Republik) das Kloster Unsere Liebe Frau von Koningshoeven („Königsgehöft“, Flurbezeichnung, lateinischer Name: Beata Maria de Villa Regina), das 1883 zum Priorat und 1891 zur Abtei erhoben wurde. Für seinen Lebensunterhalt betrieb das Kloster ab 1884 eine (durch einen bayerischen Mönch angeregte) Brauerei, die noch heute das Trappistenbier La Trappe herstellt. Seit 1997 erfolgt die Herstellung (unter Aufsicht der Abtei) durch die niederländische Brauerei Swinkels Family Brewers. Die Mönche haben sich auf Bäckerei und Schokoladenherstellung verlegt.

### Obere, Prioren und Äbte
- Sébastien Wyart (1880–1881)
- Jérôme Parent (1881)
- Nivard Schweykart (1881–1890)
- Willibrord Verbruggen (1891–1909)
- Simon Dubuisson (1909–1945)
- Willibrord van Dijk (1945–1966)

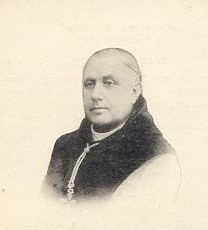
Abt Sébastien Wyart (reg. 1880–1881)

- Cyprien van den Bogaard (1966–1989)
- Korneel Vermeiren (1990–2005)
- Bernardus Peeters (2005–2022), dann Generalabt der Trappisten
- Isaac Majoor, seit 2022

### Gründungen
- 1900: Trappistenabtei Zundert
- 1902–1909: Charneux (Kloster Val-Dieu), Belgien (Zuflucht)
- 1953: Trappistenabtei Rawaseneng, Java, Indonesien (seit 1978 Abtei)
- 1956: Trappistenabtei Victoria (zuerst in Kenia, seit 2008 in Uganda; seit 1967 Abtei)
- (Initiative zur Gründung) 1937: Trappistinnenabtei Koningsoord in Berkel-Enschot, heute in Arnhem

### Mönche von Koningshoeven als Opfer des Nationalsozialismus
Am 2. August 1942 wurden drei Mönche der Abtei von der Gestapo festgenommen. Es handelte sich um die Brüder Ignatius (George) Löb (* 1909, Ordenseintritt 1926, Feierliche Profess 1931, Priesterweihe 1936, dann bis 1939 in Kloster Bonnecombe), Linus (Rob) Löb (* 1910, zuerst Kapuziner, 1928 Ordenseintritt bei den Trappisten, Feierliche Profess 1937, Laienbruder) und Nivardus (Ernst) Löb (* 1913). Zusammen mit ihren zwei Schwestern aus der Trappistinnenabtei Koningsoord wurden sie ins KZ Westerbork gebracht. Sie starben 1942 oder 1943 in Polen. Ein sechstes Mitglied der Familie Löb, ebenfalls Nonne in Koningsoord, wurde erst 1943 verhaftet und starb 1944 im Kloster.
Die sechs Religiosen waren die Kinder des vom Judentum zum Katholizismus übergetretenen deutschstämmigen Ludwig Löb (* 1881 in Euskirchen; † 1935) und seiner niederländischen Ehefrau Jenny van Gelder (1879–1938), die ebenfalls jüdischer Abstammung war. Motiv für den Ordenseintritt der Kinder war unter anderem der Wunsch, durch Gebet zur Konversion aller Juden beizutragen. Sich der Festnahme durch Flucht zu entziehen, was möglich gewesen wäre, lehnten die Geschwister ab, um den Klöstern die angedrohten Repressalien zu ersparen. Von den Priestern Ignatius und Nivardus ist bekannt, dass sie wegen Spendens des Bußsakraments erschossen wurden. Dank dem Zeugnis der überlebenden jüngsten Schwester, Paula van Broekhoven (1918–2004), kam es 70 Jahre später noch zu einer umfassenden Dokumentation der Tragödie und ihrer familiären Vorgeschichte.